# Jean de Vintimille du Luc
Jean de Vintimille du Luc (* 1615 in Le Luc; † 15. November 1682 in Toulon) war ein französischer Geistlicher und Bischof von Digne und Toulon.

## Leben
Jean de Vintimille stammte aus altem Feudaladel der Provence. Die weitverzweigte und vielfach mit den umliegenden Adelsgeschlechtern (wie den Forbin) verwandte und verschwägerte  Familie bezog ihren Namen von der Stadt Ventimiglia und ihre Herkunft von den Grafen von Marseille. Ihre männlichen Mitglieder waren im 17. Jahrhundert mehrfach Erster Konsul in Aix. Unter Ludwig XIV. verfolgten sie politische, militärische und kirchliche Karrieren. Charles François de Vintimille (1653–1740), Graf von Luc, war französischer Botschafter in der Schweiz und in Wien. Für ihn wurde Le Luc 1688 zum Marquisat erhoben.
Geboren 1615 auf dem Familiensitz in Le Luc (zwischen Frejus und Brignoles), als vierter Sohn des Magdelon de Vintimille, Graf von Luc, und der Madeleine de Vins, Tochter des bekannten Katholikenführers Hubert de Vins, studierte er am Kollegium in Aix und später in Riez. In den 1630er-Jahren wurde er zum Doktor des Kirchenrechts promoviert; es ist nicht überliefert, an welcher Universität. 1638 empfing er die Priesterweihe.
Er war 36 Jahre Propst an der Kathedrale von Riez (1633), konnte aber dieselbe Position an der Kathedrale von Toulon nicht erlangen (1640) und wurde stattdessen Dechant in Tarascon, später (vor 1669) Großerzdiakon in Avignon.
1670 vom König zum Bischof von Digne ernannt, folgte er seinem nach Marseille versetzen Verwandten, dem späteren Kardinal Forbin-Janson, wahrscheinlich durch den Einfluss von Maynier d’Oppède-Forbin, Erster Präsident des Parlements in Aix und Intendant der Provence, mit dem beide verwandt waren. 1675 nach Toulon versetzt, war sein unmittelbarer Vorgänger dort Louis Forbin d’Oppède, der auch Mitkonsekrator bei Vintimilles Bischofsweihe (durch Nicolas de Valavoir von Riez) am 21. September 1670 war.
In Toulon blieb Bischof Vintimille seiner Residenzpflicht treu und verließ die Stadt nur, um an der Klerusversammlung von 1682 in Paris teilzunehmen. Kaum nach Toulon zurückgekehrt, starb er dort am 15. November 1682 und hinterließ, wie Moréri bzw. sein Nachfolger Goujet sagt, ein Andenken, „ewiger Verehrung würdig“.
Bischof Vintimille führte einen erbitterten und langanhaltenden Streit mit dem seinem Amtskollegen Percin de Montgaillard von St-Pons über moraltheologische und dogmatische Fragen.
Vintimilles Neffe Charles, Sohn seines Bruders François, stand ihm in Toulon als Generalvikar zur Seite und wurde 1692 Bischof in Marseille, 1708 in Aix und schließlich 1729 Erzbischof in Paris.